# 卡莱斯·桑斯
卡莱斯·桑斯（西班牙語：Carles Sans，1975年5月25日—），西班牙男子水球运动员。他曾代表西班牙国家队参加1996年夏季奥林匹克运动会水球比赛，获得一枚金牌。他也曾两次获得世界游泳锦标赛男子水球项目冠军。